# Colli Pesaresi
Mit dem Namen Colli Pesaresi DOC werden italienische Weiß-, Rosé- und Rotweine sowie Schaumweine aus der Provinz Pesaro und Urbino (Region Marken) verkauft, die seit 1972 eine kontrollierte Herkunftsbezeichnung („Denominazione di origine controllata“ – DOC) besitzen, die zuletzt am 7. März 2014 aktualisiert wurde.

## Erzeugung
Der Colli Pesaresi Bianco muss mindestens 75 % der Rebsorte Trebbiano Toscano (lokal auch „Albanella“ genannt), Verdicchio, Biancame, Pinot Grigio, Pinot nero (weiß gekeltert), Riesling, Chardonnay, Sauvignon und/oder Pinot bianco – einzeln oder gemeinsam –  enthalten. Höchstens 25 % andere weiße, nicht aromatische Rebsorten, die für den Anbau in der Region Marken zugelassen sind, dürfen zugesetzt werden.
Der Colli Pesaresi Rosso und Colli Pesaresi Rosato müssen mindestens 70 % der Rebsorte Sangiovese enthalten. Höchstens 30 % andere rote, nicht aromatische Rebsorten, die für den Anbau in der Region Marken zugelassen sind, dürfen zugesetzt werden.
Bei den folgenden Weinen müssen jeweils mindestens 85 % der genannten Rebsorte enthalten sein. Höchstens 15 % andere analoge Rebsorten, die für den Anbau in der Region Marken zugelassen sind, dürfen zugesetzt werden.
- Colli Pesaresi Biancame
- Colli Pesaresi Trebbiano
- Colli Pesaresi Sangiovese

Weitere, spezielle, Weine werden in den Unterzonen (sottozone) erzeugt. Die Unterzonen sind: Focara, Roncaglia und Parco Naturale Monte San Bartolo.

## Anbau
Die Zone umfasst die gesamte Provinz Pesaro und Urbino.

## Beschreibung
Laut Denomination:

### Colli Pesaresi Bianco
- Farbe: helles strohgelb, manchmal mit grünlichen Reflexen
- Geruch: zart, charakteristisch
- Geschmack: trocken, angenehm, harmonisch
- Alkoholgehalt: mindestens 11,0 Vol.-%
- Säuregehalt: mind. 4,5 g/l
- Trockenextrakt: mind. 16,0 g/l

### Colli Pesaresi Rosso
- Farbe: mehr oder weniger intensives rubinrot
- Geruch: charakteristisch, weinig
- Geschmack: harmonisch, angenehm trocken
- Alkoholgehalt: mindestens 11,0 Vol.-%
- Säuregehalt: mind. 4,5 g/l
- Trockenextrakt: mind. 20,0 g/l